# Karl Hein (fotbollsspelare)
Karl Hein, född 13 april 2002 i Põlva, är en estländsk fotbollsmålvakt som spelar för Real Valladolid och det estländska landslaget.

## Klubbkarriär
Hein började spela fotboll som 8-åring i förortsklubben JK Loo i utkanten av Tallinn. Som 13-åring flyttade han till Nomme United. Han visade starka prestationer i de  estniska undomsligorna. Under våren 2018, då Hein var endast 16 år, fick han chansen i fem matcher för A-laget, som då spelade i Estlands tredje division. Det imponerade Arsenals scouter, och han skrev på för engelska storklubben i maj 2019. I Arsenal lyckades han dock inte övertyga tränarstaben att han var bättre än Emiliano Martinez som förstemålvakt, så det blev en utlåning till Reading. År 2024 signerade han ett låneavtal med Real Valladolid, och blev samtidigt Estlands första La Liga-spelare någonsin.

## Landslagskarriär
Hein spelade några matcher för Estlands U17, U19 och U21 landslag, men blev redan som 17-åring utvald till Estlands A-landslag. Där cementerade han sin plats som startande målvakt tidigt, och har redan spelat 36 landskamper för landet.